# Stanislav Rožboud
Stanislav Rožboud (* 12. dubna 1981) je bývalý český fotbalista, záložník. 

## Fotbalová kariéra
V české lize hrál za SK České Budějovice. Nastoupil ve 32 ligových utkáních. V nižších soutěžích hrál za Spolanu Neratovice a TJ Tatran Prachatice.

## Ligová bilance
| Ročník                            | Zápasy | Góly | Klub                       |
| --------------------------------- | ------ | ---- | -------------------------- |
| 2. česká fotbalová liga 1998/1999 | 2      | 0    | SK České Budějovice        |
| Gambrinus liga 1999/2000          | 17     | 0    | SK České Budějovice        |
| 2. česká fotbalová liga 2001/2002 | 8      | 0    | SK Spolana Neratovice      |
| Gambrinus liga 2002/2003          | 6      | 0    | SK České Budějovice        |
| Gambrinus liga 2003/2004          | 3      | 0    | SK České Budějovice        |
| 2. česká fotbalová liga 2003/2004 | 24     | 6    | TJ Tatran Prachatice       |
| 2. česká fotbalová liga 2004/2005 | 10     | 1    | TJ Tatran Prachatice       |
| Gambrinus liga 2004/2005          | 6      | 0    | SK Dynamo České Budějovice |
| CELKEM 1. česká liga              | 32     | 0    |                            |